# Hawai (Arunachal Pradesh)
Pour les articles homonymes, voir Hawaï (homonymie).
Hawai est un village situé dans le nord-est de l'Inde, chef-lieu du district de Anjaw dans l’État de l'Arunachal Pradesh. Il est localisé sur la rive gauche de la Lohit, dans les gorges que forme celle-ci avant son confluent avec le Brahmapoutre.
En 2024, sa population est estimée à 1 360 habitants.

## Toponymie
Le mot « Hawai » signifie « étang » en langue mishmie.

## Géographie
Le village de Hawai est le chef-lieu du district de Anjaw. Il est situé à faible distance de la frontière entre la Birmanie et l'Inde.
Le village est localisé à une altitude de 1 296 mètres, sur la rive gauche de la Lohit.

## Histoire
Le district d'Anjaw est formellement créé le 16 février 2004 et Hawai déclaré chef-lieu à cette date.

## Population
Le recensement de 2011 indique pour Hawai une population de 982 habitants, avec à cette date un très fort déséquilibre entre sexes : 625 hommes pour 357 femmes, soit un ratio de 571 femmes pour 1 000 hommes. Quoique moins déséquilibré, le ratio de masculinité concernant les enfants montre également une prédominance masculine avec 1 128 garçons pour 1 000 filles.
Les prévisions faites à l'occasion de ce recensement anticipent alors une population de 1 270 habitants en 2021, 1 360 en 2024 et 1 600 en 2030. Un nouveau recensement était prévu en 2021, mais il est reporté du fait de la pandémie de Covid-19.
Toujours en 2011, le taux d'alphabétisation de 80,31 % est sensiblement plus élevé à Hawai que dans le reste de l'État, où il n'atteint que 65,38 %. Les hommes ont un taux d'alphabétisation de 76.79 % inférieur à celui des femmes qui est de 86.90 %. La population active, à l'inverse, est beaucoup plus masculine, avec 412 hommes pour 58 femmes. Toutefois, Hawai constitue une exception dans le district, qui est le moins bien loti d'Arunachal Pradesh en termes d'alphabétisation et d'infrastructures ; cela est dû à l'ouverture en 2006 d'une école visant justement à rattraper ce retard.
La religion dominante est l'hindouisme, qui rassemble 87,78 % de la population. L'Islam est la religion de 8,45 % des habitants. Le christianisme et le bouddhisme ne concernent respectivement que 2,44 et 1,32 % de la population.

## Transports
Le 5 octobre 2022, le ministre indien des transports Nitin Gadkari annonce qu'un tronçon autoroutier de 13,4 kilomètres reliera prochainement Hawai à Hayuliang (en). Il permettra de remplacer une route sinueuse de 58 kilomètres qui se termine par un pont suspendu au-dessus de la rivière.